# Jan Kociniak
Jan Wilhelm Kociniak (ur. 8 listopada 1937 w Stryju, zm. 20 kwietnia 2007 w Warszawie) – polski aktor teatralny i filmowy.

## Życiorys
W 1961 roku ukończył studia na PWST w Warszawie. Opiekunką jego roku była aktorka i reżyserka Stanisława Perzanowska, a nauczycielami między innymi Aleksandra Śląska i Jan Świderski, z którymi później pracował  w warszawskim Teatrze Ateneum.
Współpracował z Teatrem Ateneum, Teatrem Kwadrat i Teatrem Syrena w Warszawie.
W filmie Jan Kociniak debiutował w 1959, będąc jeszcze na studiach. Był to obraz Stanisława Różewicza Miejsce na ziemi, w którym zagrał Koconia, wychowanka domu poprawczego. Popularność zdobył prowadząc, wraz z Janem Kobuszewskim, cykliczny telewizyjny program satyryczny Wielokropek. 

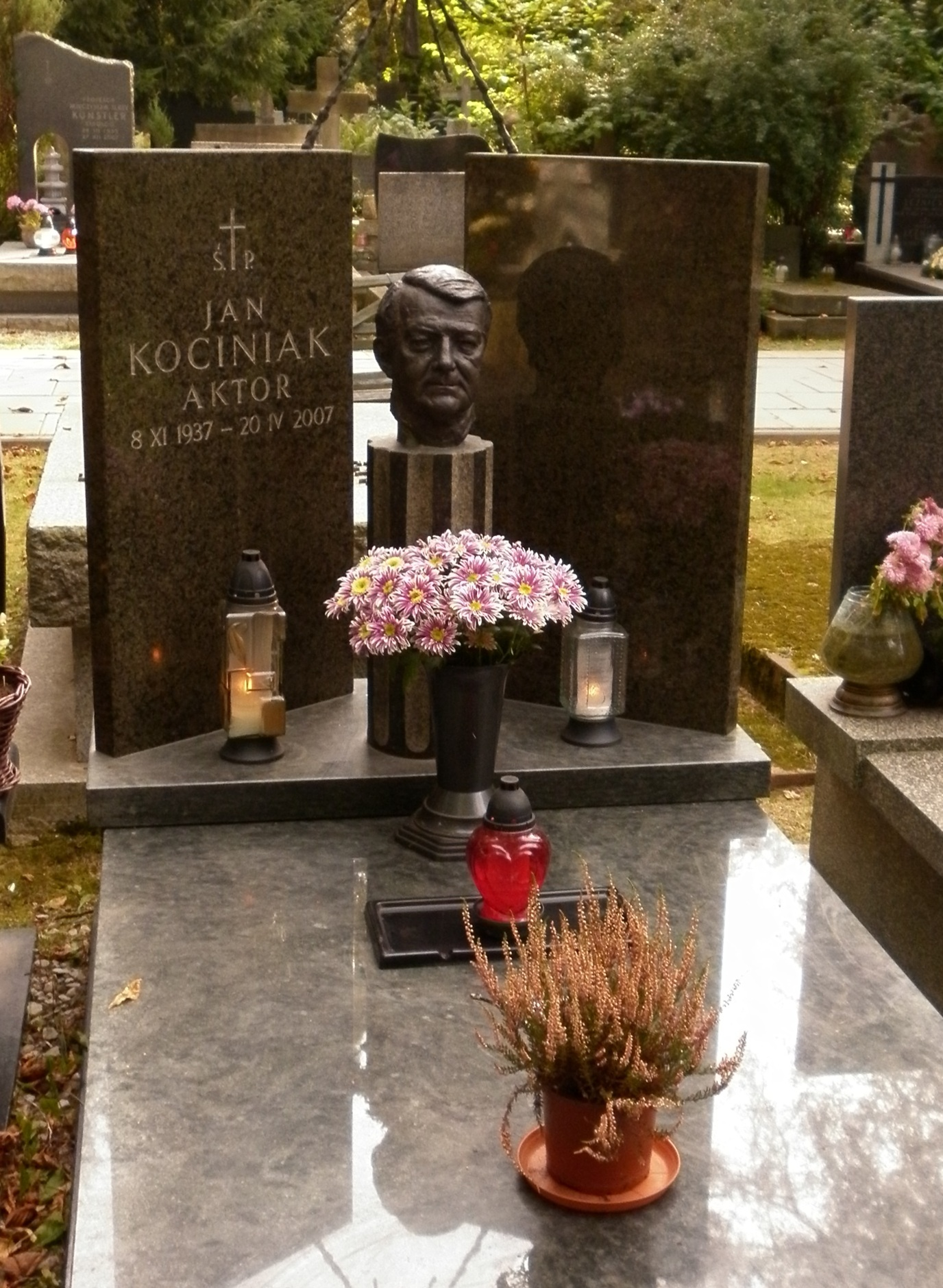
Grób J. Kociniaka na Powązkach

Występował w serialach telewizyjnych Złotopolscy i Samo życie.
Dubbingował postać Kubusia Puchatka (m.in. w filmie Przygody Kubusia Puchatka i innych produkcjach The Walt Disney Company) oraz Pana Spacely w serialu Jetsonowie i Gucia z serialu Pszczółka Maja.
Zmarł 20 kwietnia 2007 w wyniku choroby nowotworowej. Pochowany na Cmentarzu Wojskowym na Powązkach w Warszawie (kwatera A15-7-23).
Był stryjecznym bratem aktora Mariana Kociniaka.

## Odznaczenia, nagrody i wyróżnienia
- Złota Odznaka Honorowa Towarzystwa Polonia (1987)
- Krzyż Kawalerski Orderu Odrodzenia Polski (1988)
- Krzyż Oficerski Orderu Odrodzenia Polski (2003)[4][5]
- Promenada Gwiazd w Międzyzdrojach; pamiątkowa płyta z odciśniętą dłonią (2004)
- Złoty Medal „Zasłużony Kulturze Gloria Artis” (2007)[6]

## Spektakle teatralne
- 1963: Pod własnym dachem / aut. David Turner / reż. Zdzisław Tobiasz / Tom Midway
- 1964: Niech-no tylko zakwitną jabłonie / aut. A. Osiecka / reż. J. Biczycki / gazeciarz
- 1964: Strip-tease / aut. Sławomir Mrożek / reż. Jan Biczycki / mały rozbitek
- 1964: Za rzekę w cień drzew / E. Hemingway / reż. J. Woszczerowicz/sierż. Jackson
- 1965: Ptak / aut. Jerzy Szaniawski / reż. Jan Biczycki / Michałko
- 1965: Zamek / aut. Franz Kafka / reż. Janusz Warmiński / nauczyciel
- 1965: Idący o poranku / aut. Maciej Zenon Bordowicz / reż. Kazimierz Dejmek / Zbynio
- 1966: Śmierć na gruszy / aut. Witold Wandurski / reż. Józef Szajna / archanioł Gabriel
- 1967: Zmierzch / aut. Isaak Babel / reż. Bohdan Korzeniewski / mesje Bojarski
- 1968: Dozorca / aut. Harold Pinter / reż. Jacek Woszczerowicz / Aston
- 1968: Dyliżans / aut. Aleksander Fredro / reż. Jerzy Goliński / Maciuś
- 1970: Peer Gynt / aut. Henrik Ibsen / reż. Maciej Prus / pan młody
- 1970: Kurdesz / aut. Ernest Bryll / reż. Janusz Warmiński / pomocnik
- 1971: Hyde Park / aut. Adam Kreczmar / reż. Zdzisław Tobiasz / Kubuś
- 1971: Szewcy / aut. Stanisław Ignacy Witkiewicz / reż. Maciej Prus / młody chłop
- 1971: Biesy / aut. Fiodor Dostojewski / reż. Janusz Warmiński / seminarzysta
- 1972: Kuchnia / aut. Arnold Wesker / reż. Janusz Warmiński / Gaston
- 1973: Gyubal Wahazar / aut. St.I. Witkiewicz / reż. Maciej Prus / przyjemniaczek
- 1974: Bloomusalem / według Jamesa Joyce’a / reż. Jerzy Grzegorzewski
- 1974: Bal manekinów / aut. Bruno Jasieński / reż. Janusz Warmiński / delegat II
- 1975: Panna Tutli-Putli / aut. St.I. Witkiewicz / reż. Janusz Warmiński / De Tournoer
- 1976: A miłość nigdy się nie kończy / aut. Ö. Horváth Schurzinger / reż. J. Warmiński
- 1978: Noc listopadowa / aut. Stanisław Wyspiański / reż. Janusz Warmiński / satyr I
- 1979: Igraszki z diabłem / anioł Teofil
- 1980: Przeprowadzka / aut. David Williamson / reż. Józef Para / Bob
- 1980: Opera za trzy grosze / aut. Bertolt Brecht / reż. Ryszard Peryt / sierżant Smith
- 1982: Śmierć Dantona / aut. Georg Büchner / reż. Kazimierz Kutz / obywatel III
- 1983: Pornografia / aut. Witold Gombrowicz / reż. Andrzej Pawłowski / Hipolit
- 1984: Trans-Atlantyk / aut. Witold Gombrowicz / reż. Andrzej Pawłowski / baron
- 1985: Balkon / aut. Jean Genet / reż. Andrzej Pawłowski / żebrak
- 1987: Szalbierz / aut. György Spiró / reż. Maciej Wojtyszko / inspicjent
- 1987: Garaż / aut. E. Bragiński i E. Riazanow / reż. J. Warmiński / mąż Anikiejewej
- 1989: Mała apokalipsa / aut. Tadeusz Konwicki / reż. Krzysztof Zaleski
- 1989: Burzliwe życie Lejzorka Rojtszwańca/I. Erenburg / reż. M. Wojtyszko[7]/agresor
- 1993: Matka noc / aut. Kurt Vonnegut / reż. Wojciech Adamczyk / August Krapptauer
- 1994: Czytadło / aut. Tadeusz Konwicki / reż. Robert Gliński
- 1994: Arkadia / aut. Tom Stoppard / reż. Andrzej Pawłowski / kapitan Bryce
- 1994: Opera za trzy grosze / aut. Bertolt Brecht / reż. Krzysztof Zaleski / pastor Kimball
- 1995: Prawdomówny kłamca / aut. Grigorij Gorin / reż. Maciej Wojtyszko / pastor
- 1998: Tak daleko, tak blisko / według Tadeusza Konwickiego / reż. Krzysztof Zaleski
- 2000: Opętani / aut. Witold Gombrowicz / reż. Andrzej Pawłowski / Handrycz
- 2001: Skąpiec / aut. Molier / reż. Krzysztof Zaleski / Jakub
- 2002: Rewizor / aut. Nikołaj Gogol / reż. Krzysztof Zaleski / Ziemlanika
- 2003: Frederick, czyli bulwar zbrodni / É-E. Schmitt / reż. W. Adamczyk / Cussonnet
- 2004: Król Edyp / aut. Sofokles / reż. Gustaw Holoubek / posłaniec z Koryntu
- 2004: Zatrudnimy starego klowna / Matei Visniec / reż. S. Chondrokostas / Nicollo
- 2004: Demony / aut. John Whiting / reż. Wojciech Adamczyk / Louis Trincant
- 2005: Parady / aut. Jan Potocki / reż. Krzysztof Zaleski / Kasander
- 2005: Zmierzch / aut. Isaak Babel / reż. Bogdan Michalik / Arie-Lejb
- 2006: Czaszka z Connemary / M. McDonagh / reż. K. Kutz / Mick Dowd
- Jądro ciemności / Dyrektor (Teatr Polskiego Radia)

## Filmografia
- 1959: Miejsce na ziemi / Kocoń
- 1962: Pistolet typu „Walter P-38” / członek oddziału GL
- 1962: Mój stary / widz w cyrku
- 1963: Wiano / kumpel Staszka
- 1963: Liczę na wasze grzechy / Adam Panek
- 1963: Daleka jest droga / komendant oddziału partyzanckiego
- 1964: Rękopis znaleziony w Saragossie / sługa Paszeki
- 1965: Na melinę / kapral „Zbirek”
- 1966: Noc generałów (The Night of the Generals) / ordynans generała Tanza
- 1966: Niewiarygodne przygody Marka Piegusa / Stonoga, sierżant MO (odc. 3)
- 1966: Kochajmy syrenki / mężczyzna, który widział „Faraona”
- 1966: Klub profesora Tutki / syn prezydenta (odc. 1)
- 1967: Paryż – Warszawa bez wizy / żołnierz w bazie lotniczej
- 1967: Czas może powrócić
- 1968: Lalka / licytant
- 1970: Pierścień księżnej Anny / pachołek krzyżacki
- 1971: Kłopotliwy gość / brukarz
- 1972: Poszukiwany, poszukiwana /kasjer przynoszący pieniądze za racjonalizację
- 1974: Awans / urzędnik Karczewiak
- 1974: Czterdziestolatek / działacz klubu sportowego (odc. 5)
- 1975: Mniejszy szuka Dużego / pan Józio, kierownik produkcji filmu
- 1980: Miś / Szczupak, milicjant z drogówki
- 1980: Królowa Bona / chłop, nowo mianowany burmistrz Baru (odc. 5)
- 1984: 5 dni z życia emeryta / Zbyszek, przełożony Witczaka
- 1984: Trzy młyny / Kletke (odc. 1)
- 1984: Miłość z listy przebojów / celnik
- 1984: Kobieta w kapeluszu / dozorca
- 1985: Jezioro Bodeńskie / leutnant Klaus
- 1987: Misja specjalna / dziedzic wiozący Jana bryczką
- 1987: Komediantka / aktor w zespole Cabińskiego
- 1988: Mistrz i Małgorzata / Bengalski (odc. 1)
- 1994: Bank nie z tej ziemi / „Carlos” (odc. 9)
- 1996: Dom / personalny FSO (odc. 13)
- 1997: Boża podszewka / Bartłomiej Walukiewicz (odc. 1-3, 6-8, 14-15)
- 1997–1998: Z pianką czy bez / Kazimierz Suryn, dziadek Katarzyny
- 1999: Lot 001 (seria II)
- 2001–2005: Złotopolscy / bezdomny „Wolny”
- 2001: Więzy krwi / August Bochenek, piekarz
- 2001: Rodzina zastępcza / generał Sosna (odc. 68)
- 2002–2006: Samo życie / Lucjan Michalak
- 2003: Ubu Król / ambasador Francji
- 2005: Na dobre i na złe / Henryk Krawczyk (odc. 215)
- 2005: Boża podszewka II / Bartłomiej Walukiewicz (odc. 10)
- 2007: Ryś / listonosz

## Polski dubbing
- 1958–1988: Miś Yogi – kierowca samochodu (1) (Polskie Nagrania „Muza”)
- 1962–1987: Jetsonowie – pan Spacely (Polskie Nagrania Muza)
- 1964–1967: Goryl Magilla – pan Peebles (Polskie Nagrania Muza)
- 1966: Kubuś Puchatek i miododajne drzewo – Kubuś Puchatek
- 1968: Wiatrodzień Kubusia Puchatka – Kubuś Puchatek
- 1970: Kochajmy straszydła – narrator
- 1974: Kubuś Puchatek i rozbrykany Tygrys – Kubuś Puchatek
- 1975: Pszczółka Maja (Mitsubachi Maya no boken) – Gucio
- 1977: Alicja w Krainie Czarów – Suseł
- 1977: Bernard i Bianka – Bernard
- 1977: Przygody Kubusia Puchatka – Kubuś Puchatek
- 1977: Wielka podróż Bolka i Lolka – Jeremiasz Pitsbury
- 1985: 13 demonów Scooby Doo
- 1988–1990: Nowe przygody Kubusia Puchatka – Kubuś Puchatek (oprócz odc. 51)
- 1990: Bernard i Bianka w krainie kangurów (The Rescuers Down Under) – Bernard
- 1990: Tajemnica zaginionej skarbonki – Kubuś Puchatek
- 1994: Królestwo Zielonej Polany
- 1997: Królestwo Zielonej Polany. Powrót – narrator
- 1997: Niezwykła przygoda Kubusia Puchatka – Kubuś Puchatek
- 1998: Rudolf czerwononosy renifer (Rudolph the Red-Nosed Reindeer: The Movie) – Leonard
- 2000: Tygrys i przyjaciele – Kubuś Puchatek